# Hodac
Hodac é uma comuna romena localizada no distrito de Mureș, na região histórica da Transilvânia. A comuna possui uma área de 97.68 km² e sua população era de 5049 habitantes segundo o censo de 2007.